# Alfred Kordelin
Alfred Kordelin, född 6 november 1868 i Raumo, död 7 november 1917 (mördad) nära sin egendom Mommila-Hietois i Hausjärvi, Egentliga Tavastland, var en finländsk affärsman, mecenat och donator.
Kordelin var född i ett torftigt sjömanshem och gick två år i lägre folkskola. Som 10-årig började han tjänstgöra som ledsven åt en blind gårdfarihandlare och upprättade, fortfarande minderårig, i Raumo en egen diversehandel. Bland annat köpte och realiserade han konkurslager och ägnade sig senare också åt industriell verksamhet. År 1907 köpte han Finlands största gods Jockis, de industriella inläggningarna där, bland annat spik- och sirapsfabriker och 1917 Räfsö Ångsågs Ab:s i Björneborg sågar. Han hade även intressen i rederiföretag. Eftersom Kordelin själv kom från fattiga förhållanden var han mån om arbetarnas barn skulle få utbildning. År 1913 byggde han sig slottet Gullranda i Nådendal.  Där hann han inte bo många somrar innan han mördades. Gullranda skänktes efter hans död till Åbo universitet som bytte slottet mot kronojord. Gullranda övertogs senare av finska staten och används numera som sommarbostad för Finlands president. Kordelin mördades av ryska örlogsmatroser, vägledda av rödgardister, trots att han under hela tiden hade värnat om arbetarklassens möjligheter till drägliga förhållanden.
Kordelins testamente av 3 april 1917 innehöll större dispositioner till en jordbruks- och handarbetsskola för skyddslösa barn, till hem för gamla i Raumo och Jockis, för en kyrka på Mommila, till underhåll av Gullranda, till en idrotts- och hälsovårdsfond samt till Finska operan, Finska handelshögskolan, Konstnärsgillet i Finland, Helsingfors stad och Nylands och Tavastehus läns lantbrukssällskap.
Resten av förmögenheten skulle bilda Alfred Kordelins allmänna framstegs- och bildningsfond, vars ränta skulle användas för främjande av finsk vetenskap, litteratur och konst i form av belöningar, stipendier och reseunderstöd samt för understödjande av folkbildningssträvanden. På initiativ av Finska vetenskapsakademien organiserades 1918 för detta ändamål Alfred Kordelins stiftelse.